# 静かなるメロディー
「静かなるメロディー」（しずかなるメロディー）は、竹井詩織里の1枚目のシングル。CDコードはGZCA-7039。

## 概要
- 作曲を担当した大野愛果は後に、2013年12月発売のアルバム「Silent Passage」でセルフカバーをした。

## 収録曲
1. 静かなるメロディー
  - 作詞：AZUKI七／作曲：大野愛果／編曲：小林哲
  - 読売テレビ系『プロの動脈。』エンディングテーマ
2. close line
  - 作詞：AZUKI七／作曲：後藤康二／編曲：小林哲
3. 優しい陽射し
  - 作詞：竹井詩織里／作曲：後藤康二／編曲：麻井寛史
4. 静かなるメロディー（Less vocal）

## 収録アルバム
- My Favorite Things
- 竹井詩織里 ベスト